# Låktatjåkka (halte)

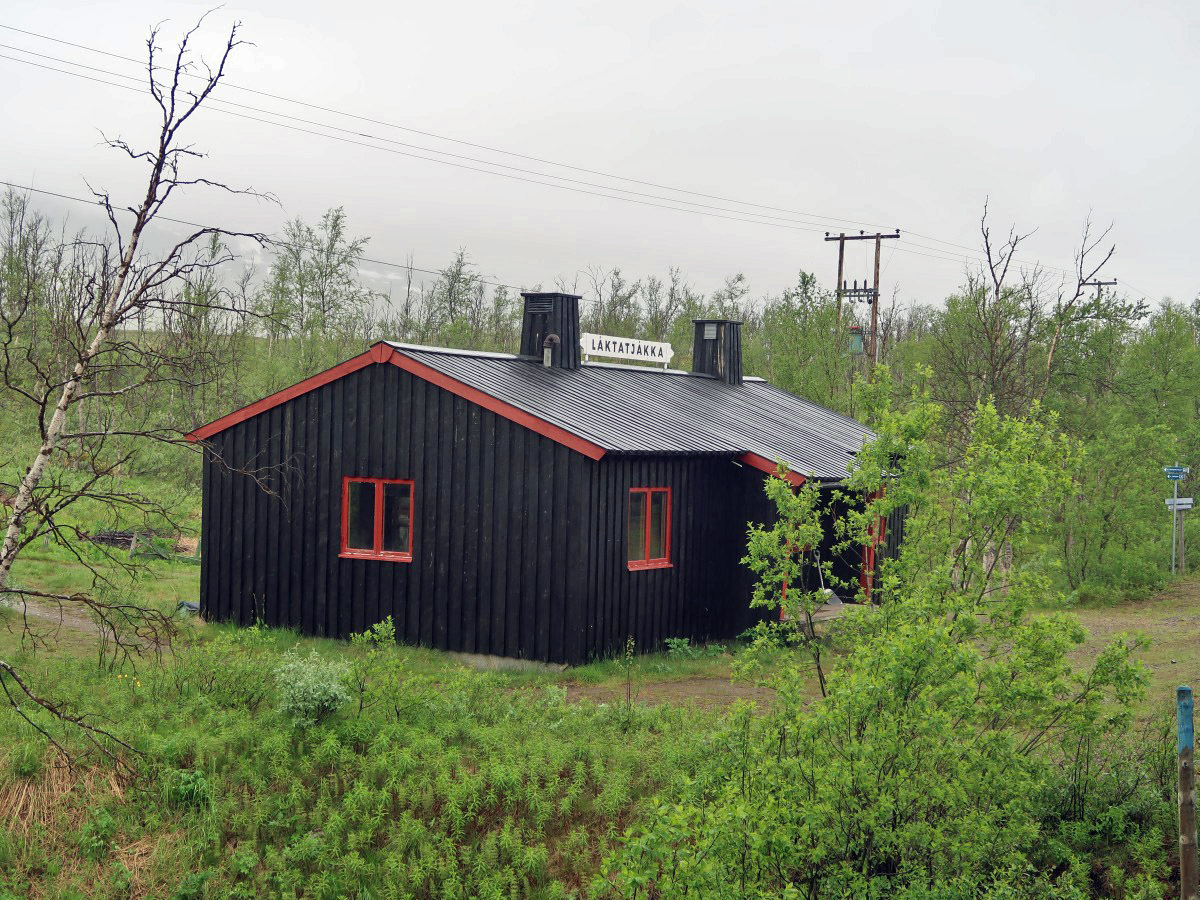
The station building of Låktatjåkka,

Låktatjåkka (code Låk) is een plaatsaanduiding binnen de Zweedse gemeente Kiruna. Het is een plaats waar wandelpaden naar het nationaal park Vadvetjåkka beginnen en eindigen. Het ligt ten zuidoosten van het Låktajaure. De plaats wordt gevormd door een halteplaats (sinds 1905) aan de Ertsspoorlijn (zelf aangeven of je in- of uit wil stappen), maar er is ook een parkeergelegenheid aan de Europese weg 10.